# 국도 제13호선 (일본)
국도 제13호선(일본어: 国道13号)은 일본 후쿠시마현 후쿠시마시에서 출발하여, 아키타현 아키타시까지 이어주는 총 연장 384.9 km 거리를 가진 일본의 일반국도이다.

## 주요 경유지
- 후쿠시마현
  - 후쿠시마시

- 야마가타현
  - 요네자와시 - 히가시오키타마군 다카하타정 - 난요시 - 가미노야마시 - 야마가타시 - 덴도시 - 히가시네시 - 무라야마시 - 오바나자와시 - 기타무라야마군 오이시다정 - 모가미군 후나가타정 - 신조시 - 모가미군 가네야마정 - 모가미군 마무로가와정

- 아키타현
  - 유자와시 - 요코테시 - 센보쿠군 미사토정 - 다이센시 - 아키타시

## 같이 보기
- 도호쿠 주오 자동차도